# Iastreb, Kărdjali
Iastreb (în bulgară Ястреб) este un sat în comuna Kărdjali, regiunea Kărdjali,  Bulgaria. 

## Demografie
Componența etnică a satului Iastreb
     Turci (99,15%)
     Nicio identificare (0,84%)
     Altele (0%)
La recensământul din 2011, populația satului Iastreb era de 354 locuitori. Din punct de vedere etnic, majoritatea locuitorilor (99,15%) erau turci. Pentru 0,84% din locuitori nu este cunoscută apartenența etnică.